# Mass Effect: Legendary Edition
Mass Effect: Legendary Edition (дословно c англ. — «Эффект массы: Легендарное издание», в России издана под названием «Mass Effect: издание Legendary») — сборник компьютерных игр в жанре шутера от третьего лица с элементами action/RPG, представляющий собой ремастерированные версии трёх игр серии Mass Effect: Mass Effect (2007), Mass Effect 2 (2010) и Mass Effect 3 (2012). Обновлённые версии, как и оригинальные игры, разработаны канадской студией BioWare и изданы американской компанией Electronic Arts в мае 2021 года. Во все три игры были внесены многочисленные улучшения в игровом процессе и графике. Первая игра трилогии получила наиболее обширные улучшения — помимо графики, в игре поменялась боевая система, управление транспортом и сокращено время загрузок.
Разработка Legendary Edition началась в 2019 году под руководством Мака Уолтерса — он был главным сценаристом второй и третьей частей. BioWare решила подойти к разработке трилогии как к ремастеру, а не как к ремейку, чтобы сохранить оригинальный опыт. Официальный анонс обновлённой трилогии состоялся 7 ноября 2020 года, 14 мая следующего года Legendary Edition вышел на Windows, Xbox One и PlayStation 4. Обновлённая трилогия получила положительные отзывы от критиков, высоко оценивших улучшенный опыт первой части в дополнение к удобству и объёму общего сборника. Однако в качестве недостатков отмечались визуальные изменения в определённых отношениях[прояснить] и масштаб игрового процесса[прояснить]. Со стороны игроков сборник, согласно агрегатору Metacritic, получил смешанные отзывы.

## Содержание

Игровой процесс ремастера первой части, получившей крупные улучшения, вроде обновлённого внутриигрового интерфейса

Mass Effect: Legendary Edition содержит три однопользовательские игры из серии Mass Effect: Mass Effect (2007), Mass Effect 2 (2010) и Mass Effect 3 (2012). Сборник также включает в себя почти весь загружаемый контент для однопользовательской игры, который был выпущен для каждой игры из трилогии. Сами игры же представляют собой action/RPG с элементами шутера от третьего лица, главным героем которых является капитан Шепард — элитный солдат, который должен объединить галактическое сообщество против высокоразвитой расы Жнецов — древней цивилизации разумных машин. Шепард — настраиваемый персонаж; игрок сам должен определить его внешность, предысторию, класс, а также пол и имя. Во время прохождения каждой игры игрок делает выбор, который может повлиять на сюжет различными способами; все решения из предыдущей игры переносятся в следующую.
Вся трилогия была переработана для Legendary Edition; в частности, были улучшены текстуры, шейдеры, модели героев, визуальные эффекты и технические характеристики[прояснить]. Обновлённые Mass Effect теперь работают в более чётком разрешении и с более высокой кадровой частотой, чем оригиналы — например, ПК-версия поддерживает DirectX 11, HDR, разрешение 4K и неограниченную частоту кадров. Сборник является единым приложением, за счёт чего все три игры запускаются в одном меню. Возможности редактора создания персонажа первых двух игр были расширены и приведены к представленным в Mass Effect 3, при этом стандартная модель женского варианта главного героя также была унифицирована и приведена к версии из третьей части для всех игр сборника. Вторая и третья части имеют схожий с представленным в оригинальных версиях игровой процесс; при этом они получили некоторые корректировки, вроде перебалансировки системы «Галактической готовности» из Mass Effect 3. Кроме этого, в сборник добавлен фоторежим, позволяющий делать настраиваемые внутриигровые скриншоты. Ещё одним нововведением стала поддержка контроллеров на ПК. Система «Галактической войны», которая влияет на концовку третьей игры и значение которой определялось значением «Военных ресурсов», зарабатываемых в сюжетной кампании и «процентом готовности», который повышался за счёт игры в мультиплеер, в Legendary Edition теперь распространяется на кампании всех трёх игр, представленных в сборнике. В качестве каноничных концовок третьей части в сборнике были выбраны их варианты из бесплатного дополнения Extended Cut, тем не менее сами концовки, которые на момент выхода игры были неоднозначно восприняты среди сообщества игроков, остались прежними. В третьей части также изменено лицо Тали, которое при этом сохранило человекоподобный вид.
Первая Mass Effect получила куда более обширные обновления. Теперь обновлённая первая часть включает в себя дополнительные визуальные улучшения, вроде добавленных эффектов дыма и объёмного освещения на некоторых уровнях, а также изменённых скайбоксов. Боевая система также подверглась улучшениям, благодаря чему она более похожа на свои продолжения — улучшены автоприцеливание с более жёсткой фиксацией на цель и искусственный интеллект противников и отряда игрока, добавлена специальная кнопка ближнего боя и сбалансировано оружие. Были унифицированы мини-игры, которые в оригинальном издании отличались в версиях для ПК и консолей, а также уменьшена их частота и сложность. Некоторые схватки с боссами были улучшены, например, автосохранения появляются чаще, чем в оригинале. Вездеход игрока «Мако», созданный для передвижения по миру, теперь более быстрый и имеет обновлённую физику. Сокращено время нахождения в лифте, «маскирующим» собой загрузку локаций, что было наиболее критикуемым аспектом оригинальной первой части.

### Состав сборника
| Игры          | Дополнения | Дополнения | Дополнения | Прим.  |
| Игры          | Сюжетные | Промо-предметы | Бонусное оружие и броня | Прим.  |
| ------------- | --- | --- | --- | ------ |
| Mass Effect   | - Bring Down the Sky | | | [ 10 ] |
| Mass Effect 2 | - Genesis - Zaeed — The Price of Revenge - Kasumi — Stolen Memory - Lair of the Shadow Broker - Firewalker Pack - Overlord - Normandy Crash Site - Arrival | - Recon Operations Pack - Collectors’ Weapon and Armor - Terminus Weapon and Armor - M-29 Incisor - Blood Dragon Armor - Inferno Armor - Recon Hood - Sentry Interface - Umbra Visor | - Equalizer Pack - Aegis Pack - Firepower Pack - Cerberus Weapon and Armor - Arc Projector - Alternate Appearance Pack 1 - Alternate Appearance Pack 2 | [ 10 ] |
| Mass Effect 3 | - Genesis 2 - From Ashes - Extended Cut - Leviathan - Omega - Citadel                                                                                      | - N7 Warfare Gear - AT-12 Raider - Chakram Launcher - M-55 Argus - M-90 Indra - Reckoner Knight Armor                                                                                | - Firefight Pack - Groundside Resistance Pack - Alternate Appearance Pack - N7 Collector’s Edition Pack                                                | [ 10 ] |

## Разработка
Mass Effect: Legendary Edition, как и оригинальные версии, разработан студией BioWare и издан Electronic Arts. BioWare ещё в 2014 году задумала разработку ремастера трилогии, начав работу лишь спустя пять лет. Для оказания помощи в разработке сборника разработчики заключили контракты с несколькими маленькими студиями — Abstraction Games и Blind Squirrel Games. Первая помогала в портировании игр для консолей восьмого поколения, работали над оптимизацией и улучшенной графикой. Главным руководителем разработки всей обновлённой трилогии был Мак Уолтерс — ранее он был ведущим сценаристом Mass Effect 2 и Mass Effect 3.
В начале процесса разработки BioWare проконсультировалась с Epic Games насчёт целесообразности переноса трилогии с Unreal Engine 3 на Unreal Engine 4. Оригиналы были разработаны на третьей версии движка. В конечном итоге разработчики решили, что объём работы для переноса на более новую модель будет значительным, а также были обеспокоены тем, что ремонт такого масштаба серьёзно изменит и отнимет у оригинала старый опыт. Исходя из всего этого, студия решила разрабатывать проект на Unreal Engine 3, а также подойти к нему как к ремастеру, а не как к ремейку. Из-за потенциальных сроков проекта от издателя BioWare отказалась от мультиплеера, который присутствовал в третьей части. Команда разработчиков намеревалась включить в сборник все однопользовательские дополнения, но в обновлённую трилогию не попал комплект «Станция „Вершина“» (англ. Pinnacle Station) из-за того, что его исходный код был утерян его разработчиками, компанией Demiurge Studios; Уолтерс назвал такую потерю «душераздирающей».
В рамках процесса ремастеринга BioWare увеличила разрешение всех текстур игр благодаря инструменту масштабирования и искусственного интеллекта. Как только визуальные улучшения были закончены, художественный отдел начал ручную работу над окружением и моделями персонажей. Проанализировав каждую игру на потенциальные изменения, разработчики заметили, что определённые ракурсы женских героев нуждались в «коррекции», поэтому были внесены изменения в ракурсы камеры. Как говорил Мак Уолтерс, на ранних этапах создания BioWare ориентировалась на различные моды энтузиастов — для разработчиков они были как минимальная планка качества. К весне 2020 года Legendary Edition вошла в так называемое «базовое» состояние, когда трилогия стала полностью играбельна и реализован почти весь этап улучшений BioWare. Тем не менее, команда посчитала, что первая часть всё ещё отстаёт от своих продолжений с точки зрения визуальных эффектов. Поэтому студия пригласила арт-директора оригинала Дерека Уоттса для добавления новых деталей и эффектов. Первая часть получила внушительное количество обновлений, чтобы модернизировать игровой процесс в сравнении с продолжениями и устранить все недостатки. Изменения коснулись схваток с боссами, которые для некоторых игроков считались «болезненными» — для этого потребовалось участие одного из дизайнеров уровней оригинала. С учётом того, что основная масса улучшений пришлась на оригинальную Mass Effect, создатели сравнили конечный продукт с ремейком. Сборник «ушёл на золото» 9 апреля 2021 года.

## Выпуск
Официальный анонс Mass Effect: Legendary Edition состоялся 7 ноября 2020 года во время ежегодного мероприятия «Дня N7», посвящённого играм серии. Сборник вышел 14 мая следующего года на Windows, PlayStation 4 и Xbox One. Несмотря на то, что версия PlayStation 4 поддерживает обратную совместимость с PlayStation 5, а на Xbox Series X содержатся специальные улучшения, BioWare заявила, что не планирует выпускать Legendary Edition на консолях девятого поколения. О версии на Nintendo Switch Мак Уолтерс заявил, что не исключает её релиз, подметив, что был бы очень рад выпуску трилогии на Switch, но его команда занята уже подтверждёнными целевыми платформами. Перед выходом Mass Effect: Legendary Edition BioWare анонсировала коллекционное издание, куда вошли полноразмерный шлем Шепард(а) с LED-подсветкой, стилбук с изображением протагониста, три значка, постер, уникальная упаковка и письмо о приёме в ряды отряда N7. Российский локализатор и издатель ремастеров «СофтКлаб» заявил, что физические копии не будут продаваться в России из-за высокой закупочной стоимости. 6 января 2022 года коллекция появилась в подписке Xbox Game Pass на ПК и Xbox, а в декабре она стала временно бесплатной игрой месяца на PlayStation 4, доступной по PlayStation Plus.
В конце 2021 года Electronic Arts поделилась статистикой сборника — так, 68 % игроков играли за Шепарда-мужчину, оставшиеся — за женщину; 23 % оставили персонажу имя Джон/Джейн, а самыми популярными компаньонами в первом Mass Effect были (по убыванию) Кайден, Эшли, Гаррус, Тали, Рекс и Лиара.

## Критика
| Сводный рейтинг       | Сводный рейтинг                     |
| Агрегатор             | Оценка                              |
| --------------------- | ----------------------------------- |
| Metacritic            | PC: 86/100 PS4: 87/100 XONE: 90/100 |
| OpenCritic            | 87/100                              |
| Иноязычные издания    |                                     |
| Издание               | Оценка                              |
| Destructoid           | 9/10                                |
| Game Informer         | 9/10                                |
| GameSpot              | 8/10                                |
| GamesRadar+           | [ 47 ]                              |
| IGN                   | (ME1) 8/10 (ME2) 9/10 (ME3) 8/10    |
| PC Gamer (US)         | (ME1) 77/100                        |
| Push Square           | 9/10                                |
| RPGamer               | [ 53 ]                              |
| Русскоязычные издания |                                     |
| Издание               | Оценка                              |
| 3DNews                | 9/10                                |

Согласно сайту агрегатору Metacritic, версии на Windows и PlayStation 4 получили 86 и 87 баллов из 100, что соответствует, согласно классификации сайта, «в целом благоприятным отзывам», в то время как версия для Xbox One получила «всеобщее признание» — ей поставили 90 баллов из 100.
Критики сочли, что первый Mass Effect, который получил более крупные обновления, был значительно улучшен в Legendary Edition. Алисса Мерканте из GamesRadar+ высказала мнение, что улучшения в игре осовременили её, и что BioWare успешно привела первую часть в соответствие со своими сиквелами, не утратив её очарования. Шубханкар Париджат из GamingBolt заявил, что ремастер был одним из самых впечатляющих, что он видел, отметив обширную работу над окружением, освещением и моделями героев. Однако некоторые критики посчитали, что изменения в визуальном плане зашли «слишком далеко» и затмили настроение и тон оригинала, в то время как другие отмечали, что обновления в геймплее зашли «недостаточно далеко».
Рецензенты положительно отреагировали на обновлённые вторую и третью часть, несмотря на относительно незначительные обновления. Эрик Ван Аллен из Destructoid высоко оценил изменения, внесённые в «систему морали» Mass Effect 2, которые, по его мнению, сделали игру менее «неумолимой». Дэн Стэплтон из IGN заявил, что графические изменения второй части сделали её похожей на релизы современных игр, за исключением лицевой анимации. В своей рецензии на Mass Effect 3, Роберт Рэмси из Push Square отмечал, что игровой процесс значительно улучшен за счёт своих дополнений, которые не были доступны в базовой версии оригинала. В отличие от него, Джордан Раме из GameSpot подверг критике сборник за недостаточно хорошую интеграцию DLC в общее повествование игр.
В целом, Legendary Edition хвалили за удобство, масштаб и сохранение духа трилогии оригинала. В статье для газеты The Washington Post Джаан Элкер порекомендовал сборник как новичкам серии, так и её ветеранам, но с оговоркой, что некоторые игроки всё ещё могут предпочесть ремастеру оригинал с модами. Томас Морган из Eurogamer подчеркнул амбиции сборника, назвав его «идеальным попаданием в точку». Кимберли Уоллес из Game Informer высоко оценила всю обновлённую трилогию в целом и выразила благодарность BioWare, что она не забыла про свою франшизу и дала возможность легко воспроизвести историю в её самой полной форме.

### Отзывы игроков
В отличие от игровых критиков, от игроков сборник получил смешанные отзывы, прежде всего — от российских игроков. Основными недостатками Legendary Edition пользователи отмечали русскую озвучку из «Золотого издания» оригинального релиза для первой части, в которой много вольностей по сравнению с оригиналом, и которую на выходе нельзя было сменить (из-за чего русские игроки подвергли пользовательский рейтинг на Metacritic ревью-бомбингу, и к концу мая средняя оценка версии на ПК составила 5,6 из 10), и ракурсы камеры в некоторых сценах с Мирандой. На сайте «DTF», разбирая ракурсы камеры в сценах с Мирандой, отмечали, что изменений в динамических сценах, когда она садится или ходит, не произошло, а камеру поднимали лишь в паре кат-сцен.
Уже спустя несколько недель после выхода BioWare выпустили первый крупный патч, в котором появилась возможность совмещать английскую озвучку с другими языками. В сентябре 2021 года энтузиасты-моддеры выпустили модификацию, исправляющую многочисленные ошибки сборника, а через два месяца вернули контент «Станции „Вершина“» в обновленную трилогию в виде неофициальной пользовательской модификации.

### Продажи и награды
В Великобритании сборник стал самой продаваемой игрой за неделю после своего релиза. Кроме того, спустя неделю после выхода ПК-версии в Steam пиковый онлайн достиг более 59 тысяч человек, что стало самым высоким показателем для BioWare. В PlayStation Store Legendary Edition стал третьей самой продаваемой игрой в США и шестой в Европе на май 2021 года. Во время разговора с инвесторами 4 августа главный исполнительный директор Electronic Arts Эндрю Уилсон сообщил, что результаты коллекции «значительно превзошли» ожидания издателя, хотя точные цифры продаж не были названы. В конце года Legendary Edition попала в список «12 самых продаваемых новых релизов года» в Steam. По данным NPD Group, Mass Effect стал девятнадцатой самой продаваемой игрой на PlayStation и двенадцатой на Xbox за 2021 год.
Сборник попал в список лучших новинок Steam в мае. Обновлённая трилогия была номинирована на премию Steam в категории «Лучшая игра с выдающимся сюжетом», но в результате голосования игроков проиграла Cyberpunk 2077. Она также заняла четвёртое, двенадцатое и восемнадцатое место в списке лучших игр для Xbox, ПК и PlayStation соответственно, составленного сайтом Metacritic. Его аналог же, OpenCritic, поставил её на семнадцатую строчку в списке самых высокооценённых игр года. По итогам голосования игроков PlayStation, Legendary Edition заняла третье место в номинации «Лучшее переиздание», уступив Ghost of Tsushima Director’s Cut и Final Fantasy VII Remake Intergrade. Редакция сайта Игры Mail.ru включила обновлённую трилогию в список лучших сюжетных игр за последние десять лет.